# Pomacentrus yoshii
Pomacentrus yoshii är en fiskart som beskrevs av Allen och Randall 2004. Pomacentrus yoshii ingår i släktet Pomacentrus och familjen Pomacentridae. Inga underarter finns listade i Catalogue of Life.